# Ropalidia turneri
Ropalidia turneri är en getingart som beskrevs av Richards 1978. Ropalidia turneri ingår i släktet Ropalidia och familjen getingar. Inga underarter finns listade i Catalogue of Life.